# Мичуда, Шимон
Ши́мон Ми́чуда (словац. Šimon Mičuda; род. 28 января 2004, Илава, Тренчинский край) — словацкий футболист, защитник клуба «Тренчин».

## Клубная карьера
Мичуда — воспитанник клубов «Дубница» и «Тренчин». 27 октября 2021 года в поединке Кубка Словакии против «Прибельце» Шимон дебютировал за основной состав последних. 30 июля 2022 года в матче против «Скалицы» он дебютировал в Фортуна лиге.

## Международная карьера
В 2022 году Мичуда в составе юношеской сборной Словакии принял участие в домашнем юношеском чемпионате Европы. На турнире он сыграл в матчах против команд Италии, Румынии и Австрии.